# Liste der Baudenkmäler in Tiers
Die Liste der Baudenkmäler in Tiers (italienisch Tires) enthält die fünf als Baudenkmäler ausgewiesenen Objekte auf dem Gebiet der Gemeinde Tiers in Südtirol.
Basis ist das im Internet einsehbare offizielle Verzeichnis der Baudenkmäler in Südtirol. Dabei kann es sich beispielsweise um Sakralbauten, Wohnhäuser, Bauernhöfe und Adelsansitze handeln. Die Reihenfolge in dieser Liste orientiert sich an der Bezeichnung, alternativ ist sie auch nach der Adresse oder dem Datum der Unterschutzstellung sortierbar.

## Liste
| Foto |                 | Bezeichnung                                  | Standort                     | Eintragung                  | Beschreibung | Metadaten                                           |
| ---- | --------------- | -------------------------------------------- | ---------------------------- | --------------------------- | --- | --------------------------------------------------- |
| ja   | Datei hochladen | Kapelle beim Altersheim ID: 17551            | 46° 28′ 8″ N, 11° 31′ 26″ O  | 7. Sep. 1984 (BLR-LAB 4619) | um 1900 in gotisierendem Stil erbaute Kapelle, Spitzbogentür und -fenster, Gewölbe, Tür mit Flachschnitzerei, hölzerner Giebeldachreiter. | KG: Tiers Bauparzelle: 38                           |
| ja   | Datei hochladen | Pfarrkirche St. Georg und Friedhof ID: 17553 | 46° 28′ 3″ N, 11° 31′ 39″ O  | 7. Sep. 1984 (BLR-LAB 4619) | im 14. Jahrhundert erhöhter Turm mit 1738 vollendetem Oktogon und Zwiebelhaube, spätgotischer Chor, Langhaus aus dem 18. Jahrhundert | KG: Tiers Bauparzelle: 310, 79 Grundparzelle: 507/5 |
| ja   | Datei hochladen | St. Cyprian und Justina ID: 17556            | 46° 28′ 16″ N, 11° 33′ 9″ O  | 7. Sep. 1984 (BLR-LAB 4619) | spätromanische Anlage, im 16. Jahrhundert erneuerte Kirche, Schindeldach | KG: Tiers Bauparzelle: 117                          |
| ja   | Datei hochladen | St. Sebastian ID: 17552                      | 46° 28′ 26″ N, 11° 31′ 53″ O | 7. Sep. 1984 (BLR-LAB 4619) | 1635 anstelle einer älteren Kirche erbaut, Glockentürmchen mit Pyramidendach, dreiseitiger Chorschluss und Tonnengewölbe, Wandgemälde (Votivbild mit Pietà, Pestheilige und Stifterinschrift) von 1636, Schindeldach                                                                        | KG: Tiers Bauparzelle: 71                           |
| ja   | Datei hochladen | Unterproder ID: 17554                        | 46° 27′ 55″ N, 11° 32′ 11″ O | 7. Sep. 1984 (BLR-LAB 4619) | Wohnhaus mit offenem Bundwerkgiebel, steingerahmte Rundbogentür, Spitzbogentür an der Talseite, steingerahmte Spitzbogentür an der Bergseite, Schlussstein mit Wappen, in der Labe steingerahmte Rundbogentür, Stube mit Brustgetäfel und Leisten, 1854 bemalt, Wandkästchen mit Intarsien. | KG: Tiers Bauparzelle: 89                           |

Falls bei einem Baudenkmal keine Koordinaten bekannt sind, werden ersatzweise die Katasterdaten zum Zeitpunkt der Unterschutzstellung angegeben. Diese sind weder offiziell noch zwingend aktuell.
Die vom Landesdenkmalamt übernommenen Adressen können veraltet sein.
| Foto:   | Fotografie des Denkmals. Klicken des Fotos erzeugt eine vergrößerte Ansicht. Daneben finden sich zwei Symbole: |
| ID      | Identifikator beim Südtiroler Landesdenkmalamt                                                                 |
| KG      | Katastralgemeinde                                                                                              |
| MD      | Ministerialdekret                                                                                              |
| BLR-LAB | Beschluss der Landesregierung – Landesausschussbeschluss                                                       |